# جوزيف كلانسي (بحار)
جوزيف كلانسي (بالإنجليزية: Joseph Clancy)‏ هو بحار أمريكي، ولد في 29 سبتمبر 1863 في نيويورك في الولايات المتحدة، وتوفي في 2 فبراير 1929.